# Kaple svatého Petra a Pavla (Staré Prachatice)
Kaple svatého Petra a Pavla je kaple ve Starých Prachaticích. Byla postavena v 18. století v blízkosti románského hřbitovního kostela svatého Petra a Pavla jako mešní kaple s hrobkou prachatických děkanů. Nalézají se zde pamětní desky Františka Kukačky, Jana Timra, Jaroslava Havrdy i monsiňora Jana Švejdy. Kaple čtvercového půdorysu je uzavřena lunetovou kovovou mříží a nad stříškou ozdobena renesančním štítem bez výmalby. V interiéru kaple se nachází socha smutečního anděla z bílého mramoru.

## Galerie

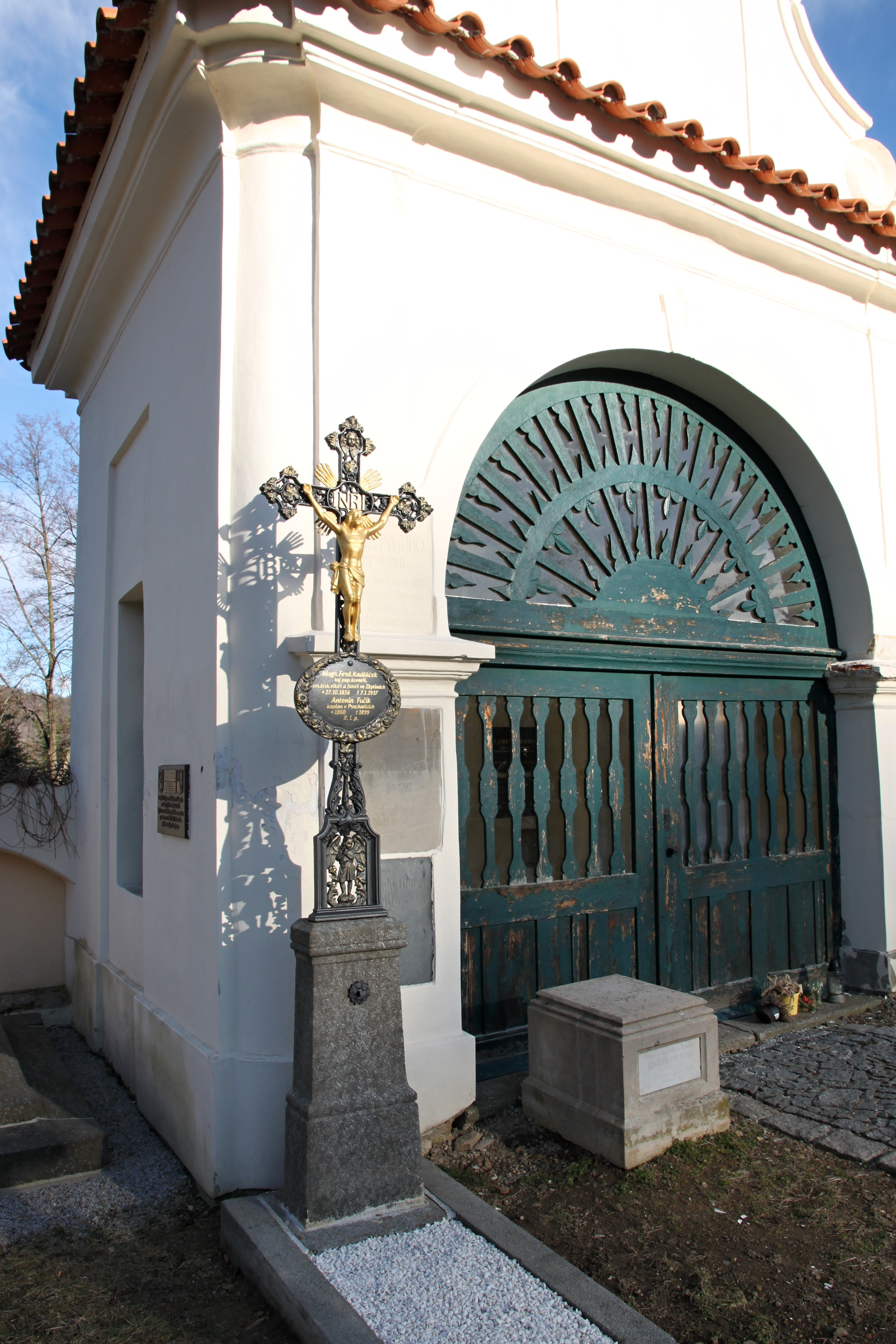
Mešní kaple svatého Petra a Pavla v blízkosti stejnojmenného kostela, Staré Prachatice
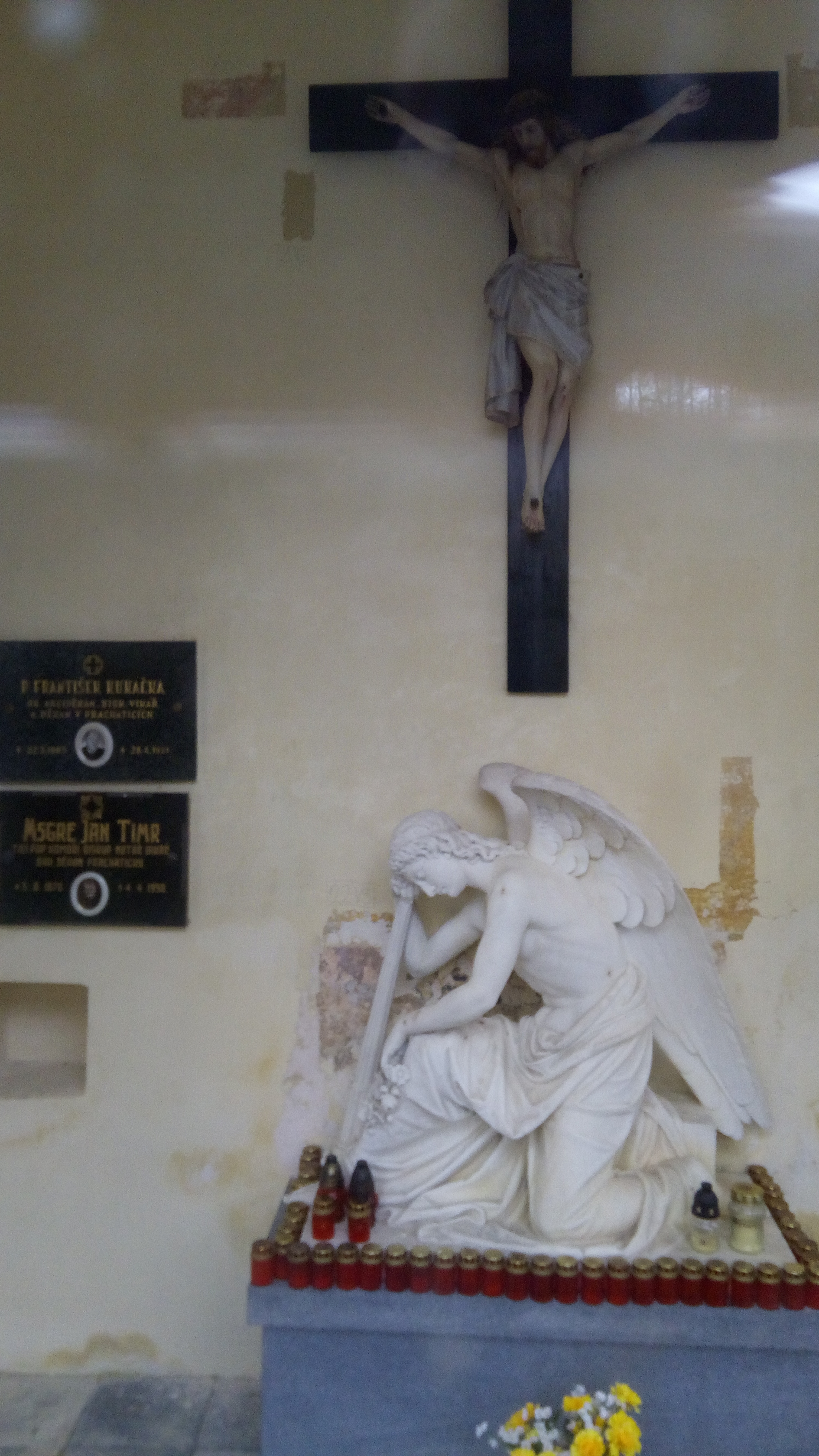
Interiér mešní kaple svatého Petra a Pavla, Staré Prachatice
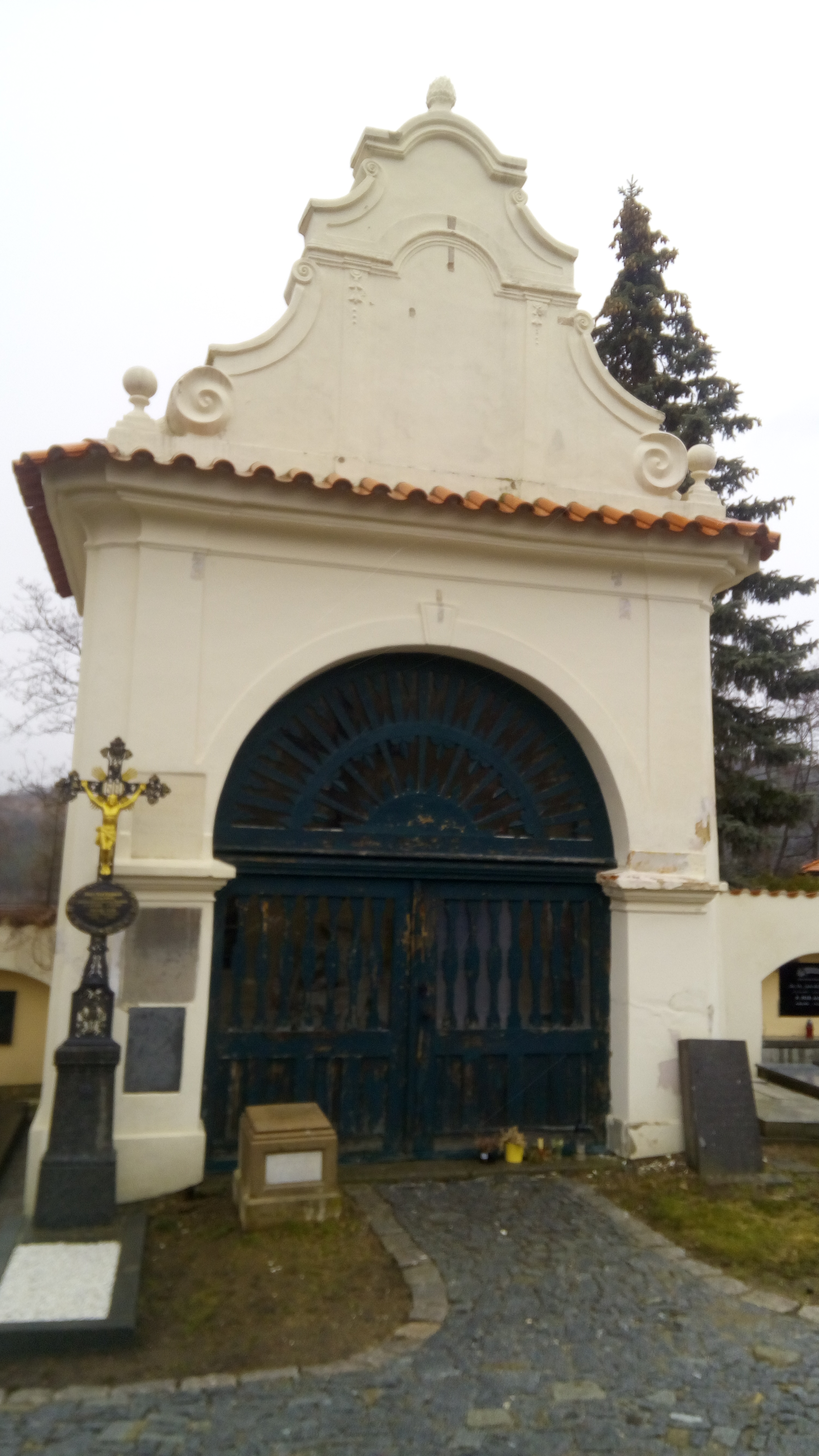
Čelní fasáda kaple svatého Petra a Pavla, Staré Prachatice
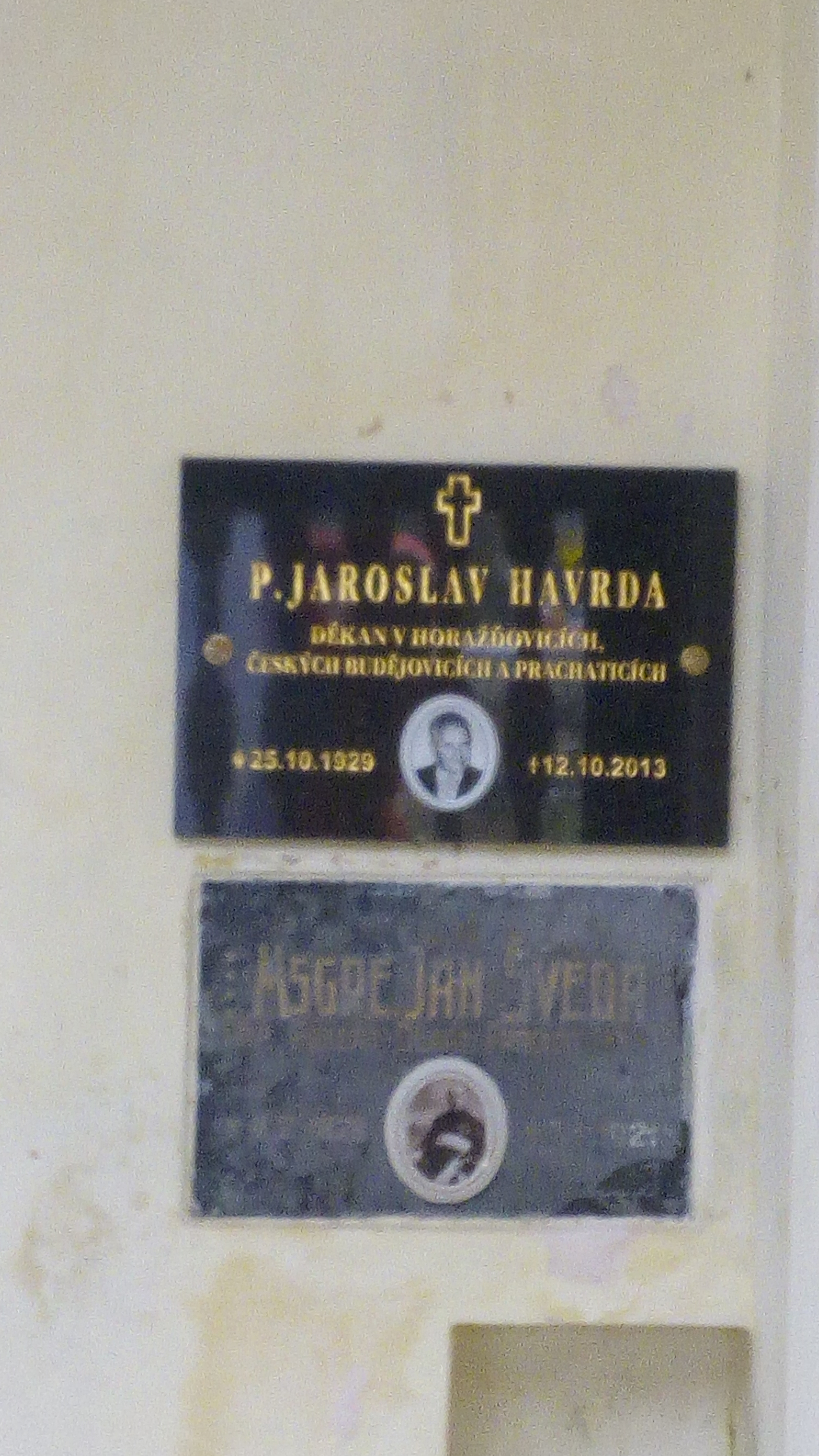
Pamětní deska v kapli svatého Petra a Pavla, Staré Prachatice
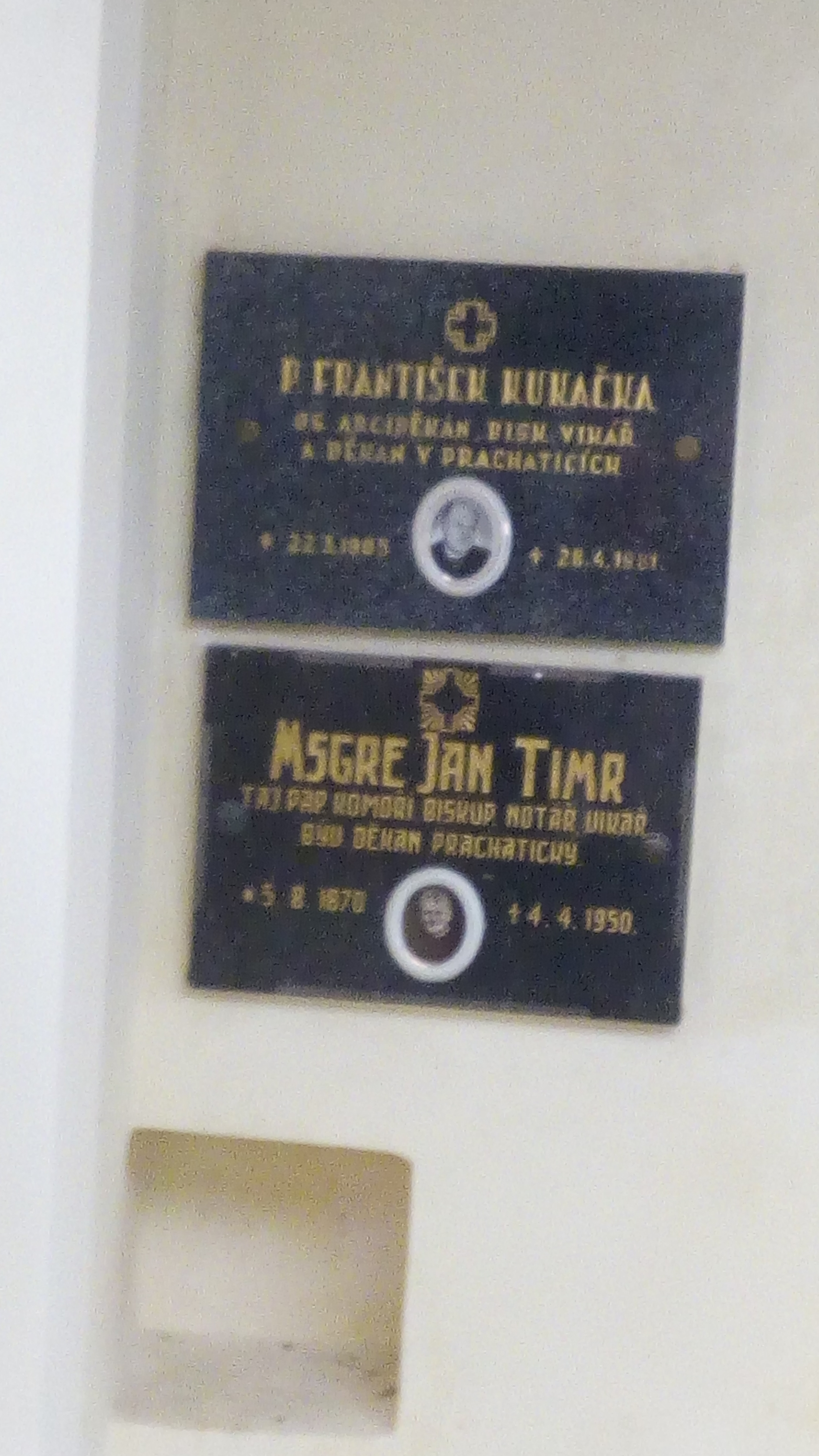
Pamětní desky v kapli svatého Petra a Pavla, Staré Prachatice